# Настоящие усачи
Настоя́щие усачи́ (лат. Cerambycinae) — подсемейство жуков семейства усачей (Cerambycidae), включающее более 750 родов.

## Описание
Подсемейство характеризуется наличием у его представителей хорошо развитой внутренней лопасти нижних челюстей, которые преимущественно шарообразные, вальковатые или конические, редкие сильно поперечными. Также представители подсемейства отличаются округленным боковым краем переднеспинки, гладким или с бугром или шипом посередине, но никогда не бывающим зазубренным. Усики располагаются перед глазной вырезкой или сбоку её.

## Ареал
Семейство богато представлено видами. Описано более 7000 видов, и это число далеко от предельного. Наиболее богато подсемейство представлено в тропиках, где имеется ряд триб, не обитающих в умеренных широтах. В то же время некоторые трибы, богатые видами, характерны для голарктики, а в фауне тропических стран или не представлены вовсе, или имеют только единичных представителей. В фауне палеарктики подсемейство представлено относительно небогато — насчитывает более 350 видов.

## Систематика
Подсемейство настоящих усачей имеет большое количество триб:
- Acangassuini
- Achrysonini
- Agallissini
- Alanizini
- Anaglyptini
- Ancylocerini
- Aphanasiini
- Aphneopini
- Auxesini
- Basipterini
- Bimiini
- Bothriospilini
- Callichromatini
- Callidiini
- Callidiopini
- Cerambycini
- Certallini
- Chlidonini
- Cleomenini
- Clytini
- Compsocerini
- Comptommatidini
- Curiini
- Deilini
- Dejanirini
- Diorini
- Distichocerini
- Dodecosini
- Dryobiini
- Eburiini
- Ectenessini
- Elaphidiini
- Eligmodermini
- Erlandiini
- Eroschemini
- Eumichthini
- Gahaniini
- Glaucytini
- Graciliini
- Hesperophanini
- Hesthesini
- Heteropsini
- Hexoplonini
- Holopleurini
- Hyboderini
- Lissonotini
- Luscosmodicini
- Macronini
- Megacoelini
- Molorchini
- Mythodini
- Necydalopsini
- Neocorini
- Neostenini
- Obriini
- Opsimini
- Oxycoleini
- Paraholopterini
- Phalotini
- Phlyctaenodini
- Piezocerini
- Platyarthrini
- Plectogasterini
- Plectromerini
- Pleiarthrocerini
- Protaxini
- Prothemini
- Psebiini
- Pseudocephalini
- Psilomorphini
- Pteroplatini
- Pyrestini
- Rhagiomorphini
- Rhinotragini
- Rhopalophorini
- Smodicini
- Spintheriini
- Stenoderini
- Stenopterini
- Strongylurini
- Sydacini
- Tessarommatini
- Thraniini
- Thyrsiini
- Tillomorphini
- Torneutini
- Trachyderini
- Tragocerini
- Trichomesini
- Tropocalymmatini
- Typhocesini
- Unxiini
- Uracanthini
- Xystrocerini

- Отдельные роды: Acanthoptera — Acuticeresium — Agapanthida — Androeme — Astetholida — Blosyropus — Brounopsis — Cacodrotus — Cerambyx — Chinobrium — Curius — Crotchiella — Eburida — Eburilla — Fauveliella — Ideratus — Japonopsimus — Leptachrous — Madecassometallyra — Merionoedina — Millotsaphanidius — Neachryson — Neosalpinia — Nesoptychias — Ochrocydus — Ophryops — Picibidion — Promecidus — Prosopoeme — Pseudobolivarita — Pseudocallidium — Pseudosemnus — Rhodoleptus — Rhopalizodes — Sarawaka — Votum — Xystroceroides

- Отдельные виды: Batus barbicornis, Batus hirticornis, Cnemidochroma coeruleum, Cnemidochroma ohausi, Monnechroma seabrai